# Акідзукі-хан

Мон роду Курода

Акідзукі-хан (яп. 秋月藩 , あきづきはん) — хан в Японії, у провінції Тікудзен, регіоні Кюсю. Дочірній хан Фукуока-хану.

## Короткі відомості
- Адміністративний центр: місто Акідзукі повіту Ясу[1] (сучасне місто Асакура префектури Фукуока).
- Дохід: 50 000 коку.
- Управлявся родом Курода, що належав до тодзама і мав статус володаря замку (城主). Голови роду мали право бути присутніми у вербовій залі сьоґуна.
- Ліквідований 1871 року.

## Правителі
| №  | Ім'я            | Ім'я     | Роки      | Ранг, титул     | Примітки                     |
| -- | --------------- | -------- | --------- | --------------- | ---------------------------- |
| 1  | Курода Наґаокі  | 黒田長興 | 1623-1665 | 従五位下 甲斐守 | Третій син Куроди Наґамаси   |
| 2  | Курода Наґасіґе | 黒田長重 | 1665-1710 | 従五位下 甲斐守 | Другий син Куроди Наґаокі    |
| 3  | Курода Наґанорі | 黒田長軌 | 1710-1715 | 従五位下 甲斐守 | Старший син Куроди Наґасіґе  |
| 4  | Курода Наґасада | 黒田長貞 | 1715-1754 | 従五位下 甲斐守 | Другий син Номури Сукехару   |
| 5  | Курода Наґакуні | 黒田長邦 | 1754-1762 | 従五位下 甲斐守 | Старший син Куроди Наґасади  |
| 6  | Курода Наґайосі | 黒田長恵 | 1762-1774 | 従五位下 甲斐守 | Старший син Куроди Наґакуні  |
| 7  | Курода Наґаката | 黒田長堅 | 1774-1784 | —               | Другий син Ямадзакі Йосітосі |
| 8  | Курода Наґанобу | 黒田長舒 | 1785-1807 | 従五位下 甲斐守 | Другий син Акідзукі Танесіґе |
| 9  | Курода Наґацуґу | 黒田長韶 | 1808-1830 | 従五位下 甲斐守 | Другий син Куроди Наґанобу   |
| 10 | Курода Наґамото | 黒田長元 | 1830-1860 | 従五位下 甲斐守 | П'ятий син Ямауті Тойокадзу  |
| 11 | Курода Наґайосі | 黒田長義 | 1860-1862 | 従五位下 甲斐守 | Третій син Куроди Наґамото   |
| 12 | Курода Наґанорі | 黒田長徳 | 1862-1871 | 従五位下 甲斐守 | П'ятий син Куроди Наґамото   |